# Agata Bednarek
Agata Bednarek-Krawczuk (ur. 28 czerwca 1988) – polska lekkoatletka, sprinterka. Uczestniczka Letnich Igrzysk Olimpijskich 2012.

## Życiorys
Zawodniczka AZS Łódź (2008–2016). jest pięciokrotną mistrzynią Polski w biegu na 400 metrów (w tym raz w hali). Wielokrotna reprezentantka kraju. Uczestniczka Mistrzostw Europy (2010, 2012 i 2014). Zajęła 5. miejsce na Letniej Uniwersjadzie w Kazaniu w sztafecie 4 × 400 metrów (2013). Reprezentantka Polski na drużynowych mistrzostwach Europy oraz podczas IAAF World Relays.
W sierpniu 2018 wzięła ślub z Łukaszem Krawczukiem, przyjmując nazwisko Bednarek-Krawczuk.
Jej siostra – Agnieszka także jest lekkoatletką.

## Rekordy życiowe
- bieg na 200 metrów – 23,97 (2012)
- bieg na 300 metrów – 38,13 (2012)
- bieg na 400 metrów – 52,41 (2012)